# 架刑のアリス
『架刑のアリス』（かけいのアリス）は、由貴香織里による日本の漫画作品。『ARIA』（講談社）にて2014年3月号から2018年6月号まで連載。同誌の休刊後は、『少年マガジンエッジ』（同社刊）に移籍し、2018年8月号（同年7月17日発売）から2018年10月号まで連載。

## あらすじ
日本が誇る世界有数の財閥、久遠寺家。同家では月に一度、家族を集めた「いかれたお茶会（マッド・ティー・パーティー）」を開くのがしきたりであった。四女・星（ステラ）が愛する長兄・是乃（ゼノ）の19歳の誕生日でもあるその日のお茶会のテーマは「仮装パーティー」で、なぜか「パートナーを同伴する」という条件が付いていた。それぞれ思い思いの仮装とパートナーを連れて、和気あいあいとした時間を過ごす久遠寺家の9人兄妹たち。
ところが、お茶会の最中に母・織雅（オルガ）はとんでもないことを告げる。久遠寺家当主を選別するために、今から兄妹で殺し合いをしてほしいと言うのだ。重傷を負った是乃。襲い掛かる兄妹たち。そして混乱の中、ステラのなかで目覚めた狂気の人格「血塗れのアリス」。かくして少女の大切な「愛するもの」と、生命（いのち）を賭けたサバイバルゲームの幕が切って落とされた。

## 登場人物

### 主要人物
久遠寺 星（くおんじ ステラ）
本作の主人公で久遠寺家の四女。仮装パーティーの衣装は『不思議の国のアリス』。お嬢様口調だが、怒ると口より先に手が出るタイプ。毎回ストーカー染みた言動をする月兎に辟易している。ゼノを誰よりも慕っており、お茶会のパートナーも真っ先に彼と決めた。これは彼女の右手の平に傷があり、彼の左手には同じ傷がある。それは昔彼女が両親を亡くした飛行機事故で同じ飛行機の部品に手を貫かれたため。本人は気付いていないが、他の兄妹と異なり家族愛や友人に恵まれているため、彼らの嫉妬を買いやすい。戦魂は血塗れアリス。
実は織雅と九重の実の娘で、終盤にてそのことが明らかになった。
九重月兎（ここのえ つきと）
九重の孫。霊媒体質で沢山の霊に昔から取り憑かれている。内向的だが芯が強い性格。ステラにストーカーのようにつきまとっていた。久遠寺家の黒兎見習いとしてステラを守っている。ステラを常日頃からサポートしているが、殺し合いは駄目だからできればやめてほしいと思っている。また、残忍で好戦的な久遠寺家の面々を「恐ろしい人たち」と評していた。ステラが幼いころに施設で出会ったゼノは彼の人格の1つであることが6巻にて明らかになった。
久遠寺 是乃（くおんじ ゼノ）、灰（ラウム）
久遠寺家の長男。穏やかだが規律に厳しく、兄妹間の揉めごとをいさめる仲裁役。ステラとは同じ施設の出身だったため特に可愛がっており、右手の平に貫いたような傷がある。お茶会の最中に撃たれ重傷を負い、さらに襲い掛かるシドからステラを庇って殺されてしまう。その後ステラの要望により蘇生するが、ところかまわず女性に声をかけたり暴力的な口調になるなど、本来の彼とは正反対の性格になってしまう。生き返った者は穢れているとされ、兄妹争いを唯一除外されている。4巻にて傷のある手のひらが違うことをステラに見抜かれる。実はその正体はゼノではなく、ステラとゼノの乗っていた飛行機を墜落させ、彼らの親を死に追いやった「鷲宮教団」の灰。他人のDNAをコピーして顔を変える能力を持つ。

### 久遠寺家
兄妹たち全員が養子で、(双子のソルとマレ以外）互いに血の繋がりはない。名前は紅亜、荊、細零などの一部の人間を除き、カタカナ表記で統一する。
久遠寺 志度（くおんじ シド）
久遠寺家の次男。かなりの乱暴者で、パートナーとして連れて来ていた恋人にも些細なことで暴力を振るう。ステラを毛嫌いしており、彼女を庇うゼノとも折り合いが悪い。兄妹達の中では最初に『戦魂』とよばれる能力に目覚め切り裂きジャックとして真っ先にステラに襲い掛かるが、彼女を庇ったゼノを殺し、その怒りにより覚醒したステラによって返り討ちにされ、兄妹達最初の犠牲者となる。なお、蘇生したゼノの片目は彼から移植したもの。
久遠寺 紅亜（くおんじ くれあ）
久遠寺家の三女。一人称は「私（くー）」、ステラのことは「スーちゃん」と呼ぶ。仮装パーティーの衣装は『赤ずきん』。久遠寺家に来たころのステラに最初に声をかけ、ひとつ違いということから仲良くなった。そのためステラも彼女だけは守りたいと思っていた。困っている人を放っておけないお人好しで、とくに末っ子のメルムの面倒をよく見ている。
幼いころに実の両親から虐待を受けたトラウマから、小さな子供が親の手で酷い目にあわされることが許せず、「子供をちゃんと育てられるはずがない」という理由で妊婦だったシドの恋人を殺し、さらにその腹を裂いて内臓と胎児を取り出してぬいぐるみの中に胎児を隠し、さらにパートナーとして連れてきた友達（元は彼女を苛めていて、久遠寺家へ養子に入った途端、馴れ馴れしくしだした同級生）の首を切って殺すと、遺体を身代わりにして死を偽装していた。それを見て血塗れのアリスとなったステラと戦い負傷、その後ゼノに殺害され、DNAを写し取られる。
久遠寺 海（くおんじ マレ）
久遠寺家の四男でソルの双子の弟。ロシア出身。仮装パーティーでは「着替えが面倒くさいから」という理由でソルと服を取り替えていただけだった。両親を早くに亡くし、兄と共に物乞いをしながら生活していた。身体は男性だが、ずっと自分は女性だと思っているため、つねに長髪で女物の服を着ている。暗く尊大な性格だが、気に入った同性に対しては清純ぶることがある。幼少期に猛犬に襲われ顔に大怪我を負い、その姿を最初に久遠寺家に来た時見られてしまったことと、いつも周りからちやほやされているという理由からステラを毛嫌いしている（ステラの方も友人の一人だったメイドのリサを理不尽な理由で殺されたことで彼を憎んでいた）。また、怪我をした時助けてくれなかったソルを内心憎んでおり、彼に近づく連中に片っ端から嫌がらせをしていた。
血塗れアリスとなったステラと戦い、殺害される。戦魂は水を操る能力。死後、この世への未練を残したまま亡霊となり彷徨い続けていたがソルに真実を告げられ今までのことを後悔しながら涙を流し彼と和解した。
久遠寺 太陽（くおんじ ソル）
久遠寺家の三男でマレの双子の兄。ロシア出身。仮装パーティーでは「着替えが面倒くさいから」という理由でマレと服を取り替えていただけだった。両親を早くに亡くし、弟と共に物乞いをしながら生活していた。唯一血の繋がったマレを非常に溺愛している。明るく朗らかな性格だが、内心はマレ以上に捻じ曲っており、周りの人間を傷つけることを厭わない。メイドのリサに思いを寄せられていたが、「厚顔無恥なメイド」と言い捨て振ってしまった。マレと異なりステラに好意を持っていたが、彼女が彼を殺して以降は手のひらを反して敵意を抱くようになる。末っ子のメルムから渡された人形を、マレ本人だと思い込んでいる。戦魂は炎を操る能力。
弟の仇を討つためにステラと戦うが月兎と協力した彼女に敗れる。ステラにマレの分まで生きるように言われたが、彼の誤解を解くために教会に戻り、真実を告げたあと自らの命を絶った。
久遠寺 厘流（くおんじ ミセル）
久遠寺家の次女。爬虫類系が好きで、黒魔術や毒薬などオカルト趣味を持つ。自分の容姿にかなりのコンプレックスを持っており、普段は顔を隠すために眼鏡を掛けて隠し、外出時は厚化粧並のメイクをしないとままならない。
かつて科学者だった父が娘をろくにかえりみず、美しい母の顔が病気で醜くなっていく様に耐えられ無かったため実験まがいの治療を施していく様を見ていたため「美しさ」に執着しており、上記のオカルト趣味もそれに準じている。パートナーとして連れて来たネットで知りあった恋人の「昴くん」が鷲宮教団のスパイだった上に久遠寺家に潜入するため彼女を利用しただけと知ると激昂し暴走するが、同じくネットで知りあいミセルを追って久遠寺家に潜入したイオから「ありのままの君が好き」と言われ、両思いになる。戦魂は地獄の小夜啼鳥。
終盤では織雅のやり方に耐えかねて久遠寺家を飛び出す。最終回ではイオと結婚していることが発覚した。
久遠寺 荊（くおんじ いばら）
久遠寺家の長女。舞台衣装のような服装とお嬢様のような古風な話し方をする。かつてはボクシングジムを営む両親の元で育ち、半身不随になった兄の身代わりに選手として出場させられ続けたため、おしゃれや化粧など女性らしいことは一切させてもらえず過酷なトレーニングに明け暮れる日々を送っていた。豪華な服装は筋肉を隠すためと、女性らしく見られたいがための反動である。パートナーとして連れてきた友人「ミラ」のことも深く愛しており、「殺し合い」に参加させないよう配慮している。また、「理想の女性像」として母であるオルガに憧れており、その反面、父親（というよりは男性全般）を嫌っている。そのため細零の本性を早々に見抜いており、それをオルガに密告するため父と関係を持った姿を見せつけるが、当の本人はとっくに知っていた上にそれを承知で夫にしたと言われショックを受ける。戦魂は怪力。感情が高ぶると拳に蝶のタトゥーが浮かぶ。後に血塗れアリスとなったステラと戦い、心臓を潰されて殺害される。
最終回後生き返るが闘争本能のみの殺人マシンと化してしまう。
久遠寺 メルム（くおんじ メルム）
久遠寺家の五男で9人兄妹の末っ子。普段はクレアが面倒を見ていた。仮装パーティーの衣装は『山鼠』。言動や知能がまだ幼く、パートナーにも自分の大事なウサギのぬいぐるみを選ぶほど。だが、自分を一番可愛がってくれたクレアの死は彼なりに受け止めて理解している様子。マレが死んだ後、寂しがっていたソルのため、部下にマレそっくりの人形を作らせ渡す。
久遠寺 織雅（くおんじ オルガ）
久遠寺家の女当主にして9人兄妹の母親。仮装パーティーの衣装は『ハートの女王』。見た目は若い女性だが実年齢は76歳。ゼノの誕生日のお茶会から一年間の期限で兄妹達に殺しあいを命じる。施設中から子供を集めて『選別』し、人が殺されてもあっけらかんとしており、夫の細零にも見下すような言動をみせるなど謎が多い。
久遠寺 細零（くおんじ さざれ）
『いかれ帽子屋』(マッド・ハッター）の仮装をした9人兄妹の父親でオルガの夫。彼もまたかつての「殺しあい」に参加し蘇生した人物らしく、首に切り傷がある。6巻にて本名が明らかになると同時に、オルガの義弟であることが発覚する。オルガを愛し協力しながらも、傍らではゼノや月兎に協力するような素振りを見せるなど謎が多い。

### 久遠寺家の使用人
黒兎（くろうさぎ）
久遠寺家に雇われている黒服のボディーガード達の総称。9人兄弟達の体液で感染し意のままに操ることが出来る。
九重（ここのえ）
黒兎のリーダーである三柱の1人。月兎の保護者。大柄な身体の老人。紅亜（および織雅）に想いを寄せられている。
六道（りくどう）
三柱の1人で、軽薄な性格の男性。久遠寺の施設の職員に手を出している。ビッグマウスでサメのように尖った歯を持つ。実は九重よりもっと年上。
三國（みくに）
三柱の紅一点の真面目な女性。片目を眼帯で隠している。三柱で一番回復が早い。

### 鷲宮教団
世羽（よはね）
鷲宮教団の宗主。レイジナとは恋人同士だった。かつて彼とレイジナの仲の良さを毛嫌った織雅にそそのかされ、瀕死のレイジナの心臓を食べたせいで、愛していた彼女に会えなくなったことを恨んでいる。
レイジナ
世羽の彼女。物語開始時点ですでに故人。世羽が織雅に騙されるままに心臓を食べてしまったため、彼とひとつの体を共有している。彼女が起きているときは世羽が眠っているため会うことができない。
チェシャ
灰の弟のような存在。金髪かつ長髪の少女とコンビを組む。飛行機事故のことを知っている。

## 書誌情報
- 由貴香織里 『架刑のアリス』 講談社〈KCx ARIA〉、全11巻
  1. 2014年6月6日発売、ISBN 978-4-06-380702-8
  2. 2014年11月7日発売、ISBN 978-4-06-380725-7
  3. 2015年5月7日発売、ISBN 978-4-06-380765-3
  4. 2015年10月7日発売、ISBN 978-4-06-380807-0
  5. 2016年3月7日発売、ISBN 978-4-06-380838-4
  6. 2016年8月5日発売、ISBN 978-4-06-380867-4
  7. 2017年1月6日発売、ISBN 978-4-06-380898-8
  8. 2017年7月7日発売、ISBN 978-4-06-380929-9
  9. 2017年11月7日発売、ISBN 978-4-06-510469-9
  10. 2018年6月7日発売、ISBN 978-4-06-511736-1
  11. 2018年10月5日発売、ISBN 978-4-06-513323-1